# Zuabu
Zuabu (accadi: 𒍪𒀀𒁍, Zu-a-bu) fou un antic reis d'Assíria. Apareix a la llista com l'onzè rei entre els «disset reis que vivien en tendes» segons les Croniques Mesopotàmiques. Zuabu va succeir a Hanu i fou succeït per Nuabu. Del seu regnat no se'n sap res més.